# Eucharis moorei
Eucharis moorei es una especie herbácea, perenne y bulbosa perteneciente a la familia de las amarilidáceas. Originaria de Ecuador al norte del Perú, se la cultiva en muchos otros lugares del mundo.

## Descripción
Presenta hojas de un verde oscuro sobre un tallo de unos 50 cm de alto. Cada tallo lleva de 5 a 6 flores, blancas y perfumadas, parecidas a los narcisos. Se utiliza como planta de interior debido a su exquisito perfume y a su poca necesidad de luz.

## Taxonomía
Eucharis moorei fue descrita por   (Alan W. Meerow) y publicado en Sida 12: 35. 1987.
Etimología
Eucharis: nombre genérico que fue acuñado por los botánicos Jules Emile Planchon y Jean Jules Linden en 1853 y proviene del griego, «eu», que significa verdadero y «kharis», gracia, en referencia a la belleza de sus flores.
moorei: epíteto